# III. Szenuszert sziklasírja
III. Szenuszert sziklasírja a mai Abüdosz (ókori Abdzsu) település közelében helyezkedik el, közel a protodinasztikus Peker temetőhöz, attól dél-délkeletre mintegy 2,2 km-re, illetve I. Széthi templomától 1,5 km-re, az Anubisz-hegy lábánál. Az egyik legnagyobb kiterjedésű (körülbelül 900×250 méteres) komplexum Egyiptomban, de máig kevéssé ismert, mert erősen romosan maradt fenn. Ebben a térségben a XII. dinasztia uralkodói jelképes sírokat (kenotáfium) emeltek, Szenuszert sírja ezekhez hasonló, álsír jellegű, de alapos ok van arra a feltevésre, hogy valójában ide temetkezett és nem a dahsúri piramisába. A középbirodalom korában folyamatosan erősödött az Ozirisz-kultusz, a dinasztia uralkodói az I. dinasztiabeli Dzser sírját (U-o) átalakították Ozirisz sírjává, templomokat és kápolnákat emeltek a körzetben. Szenuszert piramisában a szarkofág üres és lezáratlan volt, a sírkamrákat szintén nem torlaszolták el, nagy valószínűséggel sosem temetkeztek benne. Ha viszont a piramisban nem, akkor csakis ebben a sírban temethették el az uralkodót.

## A sírhely
A tulajdonképpeni sírépítmény a masztaba koncepciójának, a szaffsírnak és a hagyományos thébai sziklasírnak átalakítása, összeolvasztása. Fedett felépítmény helyett falakkal körülvett, T-alaprajzú, tágas udvart építettek a sziklaterasz alá bevágott alagút bejárata köré. Az udvar nyugati felének közepén nyílik a T alakú terem, amelyből a sziklafolyosó indul. A folyosó kinyúlk az udvar alól, a szarkofág már azon kívül helyezkedik el. A folyosón kisebb-nagyobb termeket (ál sírkamrákat) alakítottak ki, amelyeknek nem a padlószintjéről halad tovább az út, hanem magasabban és álcázva, kőtömbökkel eltorlaszolva. Nagy az ellentét Szenuszert piramisának lezáratlan és kevéssé védett folyosóival. A szarkofágot az utolsó előtti kamra nyugati fala mögé rejtették, a kanópuszláda viszont ugyanezen kamra keleti fala mögött kapott helyet.

## A sírkerület
A T alaprajzú udvar középvonalát meghosszabbítva majdnem egy kilométer távolságra a sírtól egy nagy halotti templom épült, ókori nevén Nefer Ka. A templomban oltáros kápolna volt, körülötte raktárhelyiségek sorakoztak. A templomba udvaron keresztül lehetett eljutni, az udvar északnyugati részén egy áldozóasztal volt, mint a piramistemplomoknál. A templomot a szobrok feliratai alapján Hentiamentiunak és Upuautnak szentelték. A templomban még legalább két évszázadig élő kultusz volt, a templom körül alapított kis település, Uahszut elöljáróinak listája legalább ennyire enged következtetni.
Jelenleg 1994-től kezdve a Penn Museum kutatja a sírt. Ezek az ásatások – különösen a 2005 óta tartó szakasz – erősítették meg azt a feltevést, hogy III. Szenuszert valódi nyughelye ez az épület volt, és ez a sír közvetlen előképe a thébai nekropolisz újbirodalmi királysírjainak.